# サロメ (ヘロディアの娘)
サロメ（Salome または Salomé、ヘブライ語: שלומית Shlomit）は、1世紀頃の古代パレスチナに実在した女性。義理の父は古代パレスチナの領主ヘロデ・アンティパス、実母はその妃ヘロディア。古代イスラエルの著述家フラウィウス・ヨセフスが著した『ユダヤ古代誌』や、新約聖書の福音書などに伝わる。
イエスに洗礼を授けた洗礼者ヨハネの首を求めた人物として、キリスト教世界では古くから名が知られ、その異常性などから多くの芸術作品のモティーフとなってきた。新約聖書では彼女の名を伝えておらず、学問上は単にヘロディアの娘と呼ぶことが多い。

## 伝承

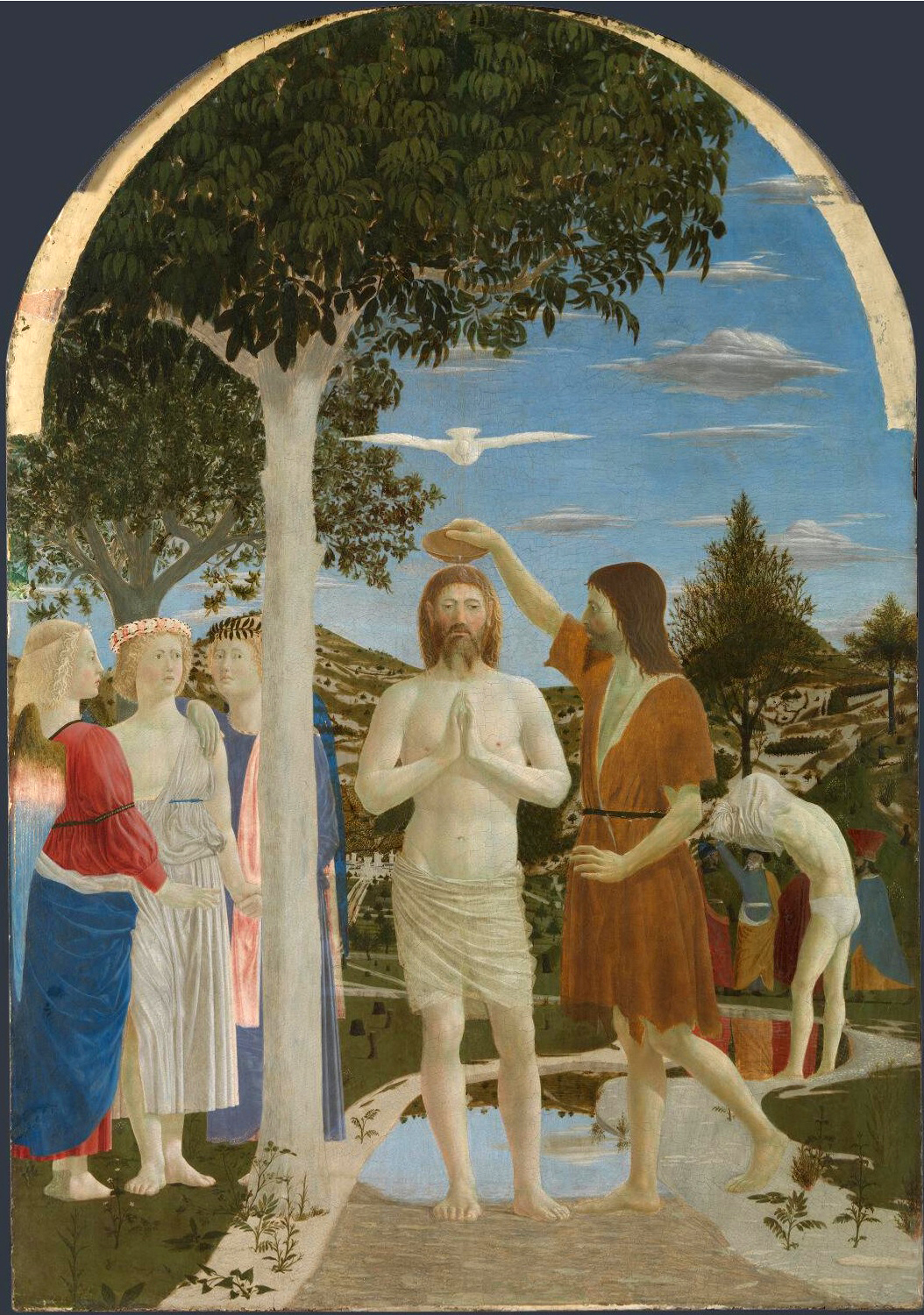
イエス（中央）と洗礼者ヨハネ（右）/ピエロ・デラ・フランチェスカ『キリストの洗礼』、1449年

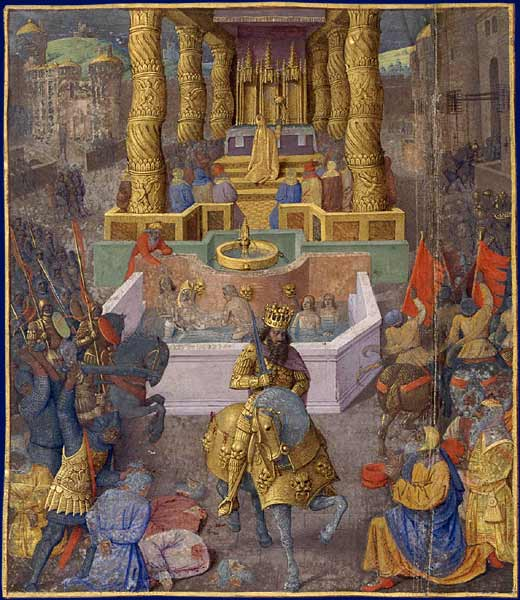
ジャン・フーケ『ヘロデ大王のエルサレム占領』、15世紀後半

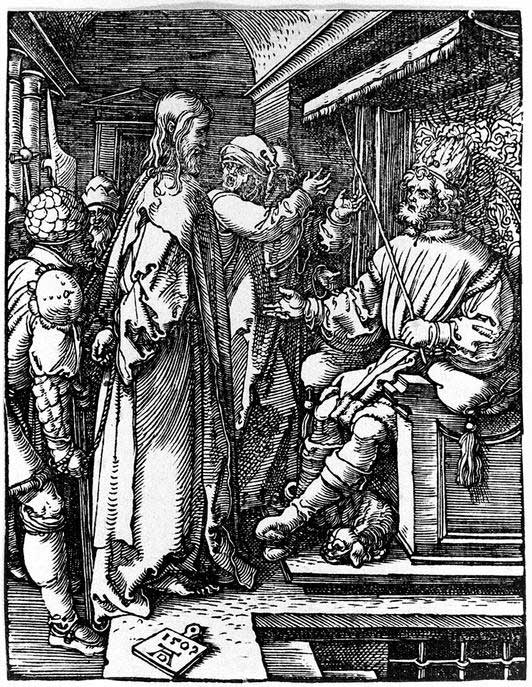
ヘロデ・アンティパス（右）とイエス（左中央）/アルブレヒト・デューラー、1509年

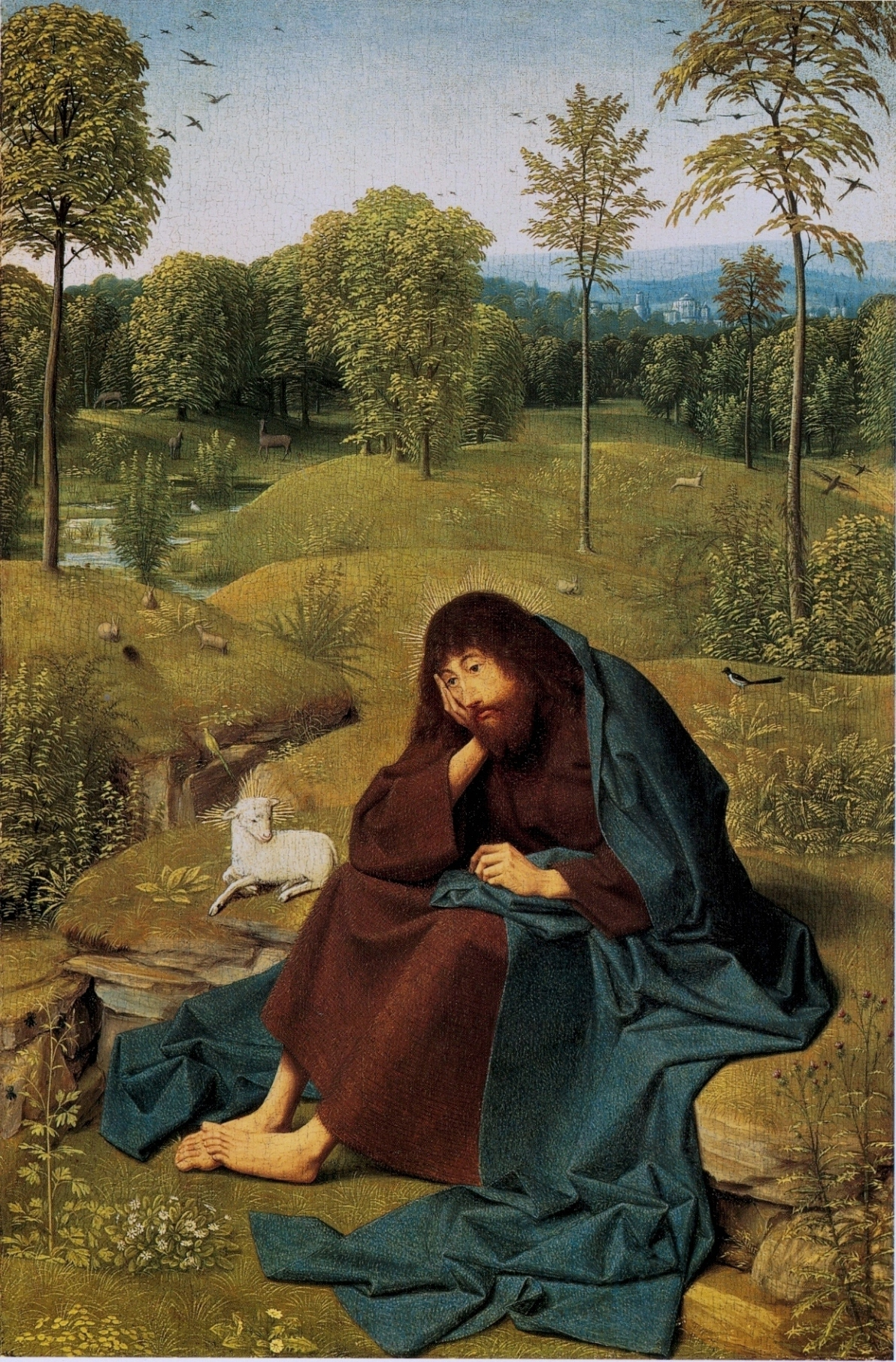
ヘールトヘン・トット・シント・ヤンス『荒野の洗礼者ヨハネ』、15世紀

洗礼者ヨハネ/レオナルド・ダ・ヴィンチ『洗礼者ヨハネ』、1513-1516年

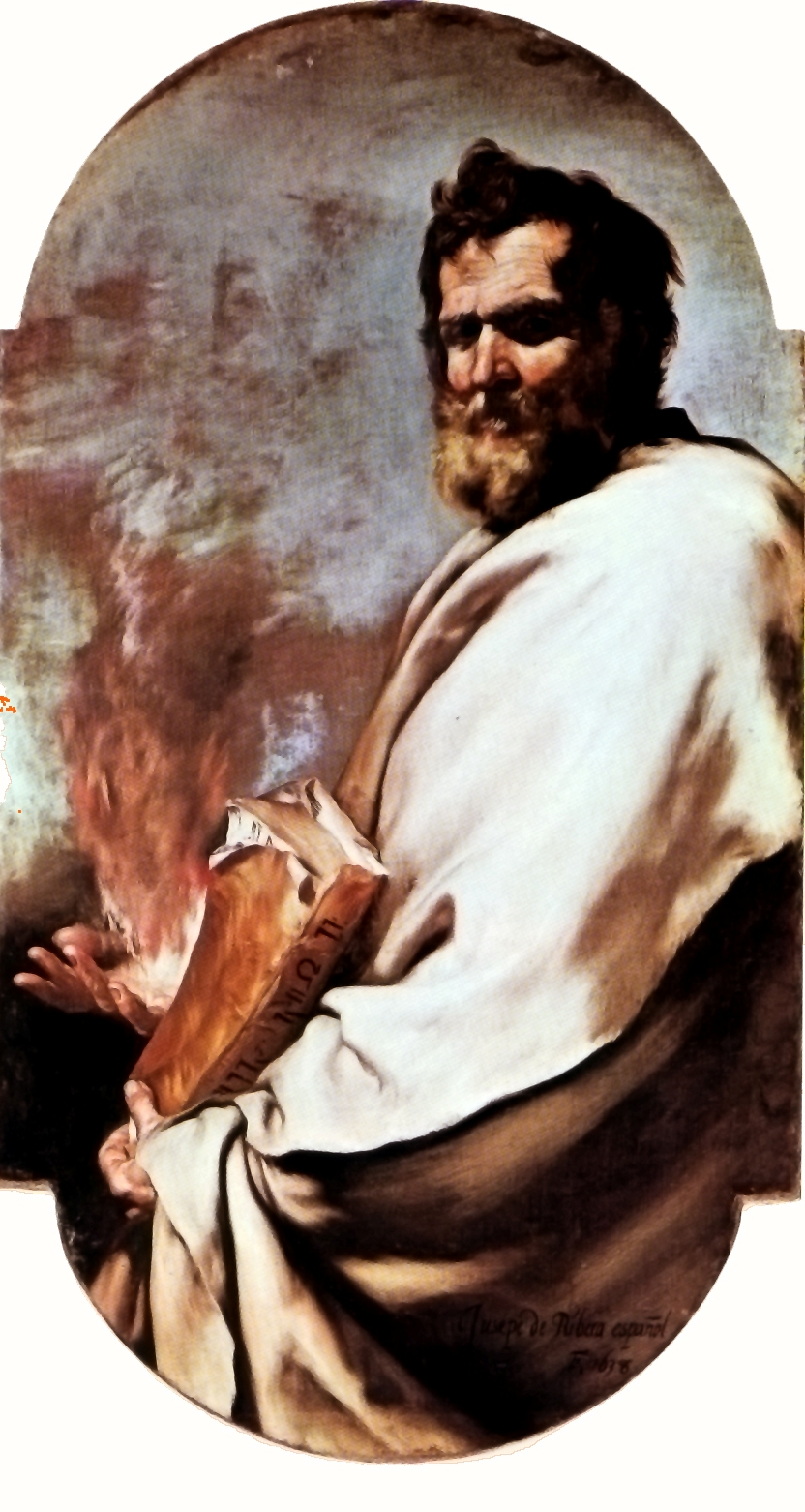
エリヤ/ホセ・デ・リベーラ『エリヤ（Elijah）』、1638年

サロメは、新約聖書に登場する女性。父はユダヤのヘロデ大王の王子ヘロデ・フィリッポスで、母はヘロデ大王の孫ヘロディア。義父は、実父の異母兄弟であるヘロデ・アンティパス。サロメの母ヘロディアは、はじめヘロデ・フィリッポスの妻となりサロメをもうけたが、後に実父の異母兄弟であるヘロデ・アンティパスと恋仲になり離婚、ヘロデ・アンティパスの妻となった。このため、サロメはヘロデ・アンティパスの姪でもある。
サロメは、ヘロデ・アンティパスに、祝宴での舞踏の褒美として「好きなものを求めよ」と言われ、母ヘロディアの命により「洗礼者ヨハネの斬首」を求めた。
新約聖書には、サロメの名は記されていない。しかし、古代イスラエルの著述家であるフラウィウス・ヨセフスが著した『ユダヤ古代誌』には、「サロメ」という女性の名がある。この「サロメ」は、洗礼者ヨハネとの関係では大きく違うが、父母等の名が聖書の記事と一致する。そのため、同一人物であると考えられ、「サロメ」の名で呼ぶことが定着している。また、サロメは、新約聖書以外の文献の記述から、西暦14年頃に生まれ、その死は62年から71年の間と考えられるが、その生涯の詳細については定かでない。
以下では、双方の伝承について解説する。

### 新約聖書における記述
「ヘロディアの娘」については共観福音書に記述がある。これらの記述が歴史的事実に基づくか否かは確定されていない。

#### 『マルコによる福音書』
『マルコによる福音書』には、以下のような記述がある。
引用部分に関する注記：
1. （14節）ここで言う「ヘロデ」とは、ヘロデ・アンティパスのことである。
2. （15節）エリヤは、旧約聖書に現れる預言者。
3. （17節）ピリポとしたのは、福音書記者の誤記。正しくはヘロデ・ボエートス（ユダヤ古代誌では「大祭司の娘のマリアンメの子のヘロデ」と呼ばれる人物）。
4. （18節）洗礼者ヨハネの非難は、兄弟の妻であった女性との結婚は律法が「近親相姦」に該当するとして禁じていたことによる。（「レビ記」（18:16）参照）
5. （21節）ヘロデ・アンティパスの生年は、紀元前20年かそれ以前と推定されるのみで、誕生日は不明である。

第一と第二段落のつながりにやや不自然さがある。その他の点も考慮すると、
- 洗礼者ヨハネがヘロデとヘロディアの結婚の不道徳を厳しく批判した。
- 祝宴の場でヘロディアの娘の舞の褒美として、ヘロディアがヨハネの断首を求め、実行された。

という内容の伝承があり、それをマルコがこの形に編集したと考えられる。

#### 『マタイによる福音書』
『マタイによる福音書』では以下のような記述がある。
マタイはマルコのいささか冗長な文章を簡潔にしており、ギリシア語としても良質な記述である。ヘロデを四分封領主と訂正しているが、「フィリッボス」の誤りには気づいていない。なお、末尾でヨハネの弟子たちが「イエスに報告した」としているのは、マタイの編集句とされている。
以上を総合すると、マタイはこの記事では全面的に『マルコによる福音書』に依存しており、追加の伝承・資料を持っていなかったことは明白である。

#### 『ルカによる福音書』
『ルカによる福音書』では以下のような記述がある。
ルカも『マルコによる福音書』に全面的に依拠している。
マタイと同様に『マルコ』の文章を大幅に改善しているが、重要なのはヘロディアの娘への言及を含めてヨハネの死に関する具体的記述を完全に削除している点である。これはルカの
- 洗礼者ヨハネの活動への言及を極力避ける傾向[5]
- この記述が、彼の福音書には不可欠とは考えなかった
- 温厚で調和を好む性格から血なまぐさい記述を嫌った

等の結果である。
なお、マタイとルカの福音書では版によってヘロディアの前夫の名前が書いてないものも存在しており、『イエス・キリスト時代のユダヤ民族史II』では、へロディアの前夫としてフィリッポスの名前が書かれているかどうかについて、
- 『マタイの福音書』ではコーデックス・ベーザエの版では前夫名が書いてないが、ティシェンドルフによって括弧つきで書き込まれた。
- 『ルカの福音書』ではテクストゥス・レケプトゥスには前夫名があるがネストレとアーラントに削除されている。

とある。

### ヨセフスによる記述
フラウィウス・ヨセフスがその著書『ユダヤ古代誌』（93年 - 94年頃完成）において、以下のような記述を行っている。ここでも、〔 〕は原文にない訳者による補足。

#### 第18巻5章2節
ここでは、洗礼者ヨハネの処刑が記述されている。途中を一部省略したが、節の始めと末尾部分を引用する。
すなわち、ヨセフスによればヨハネの処刑はあくまでヘロデ・アンティパスの政治的決断である。従って、ヘロディアや、その娘は処刑にかかわっていないことになる。また、ヨハネの処刑はマカイロス要塞で行われており、この点もマルコが利用した伝承とは異なっている。

#### 第18巻5章4節
ここではヘロデ大王家関連の人物関係が記述されている。その途中部分のみを引用する。
ここに記述されているサロメが
- ヘロディアの娘である
- 母の再婚で、伯叔父に当たるヘロデ・アンティパスの子となった

ことが福音書の記事と一致することから、洗礼者ヨハネの首を求めた娘であるとされた。

## 芸術作品の素材としてのサロメ
その特異性もあって、古くから多くの芸術作品の素材となってきた。ただし、特に取り上げられることの多かった時期が鮮明である。以下、その点を考慮して時代順に列挙する。

### 近代以前

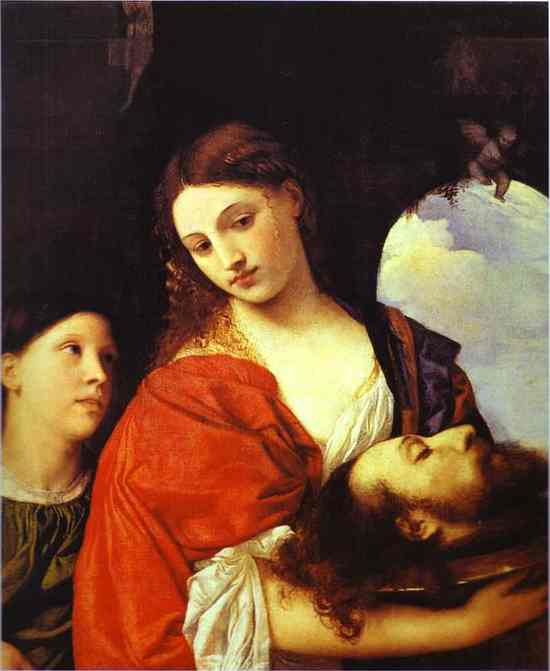
ティツィアーノ『洗礼者ヨハネの首を持つサロメ』、1515年頃。ドーリア・パンフィーリ美術館（ローマ）所蔵。

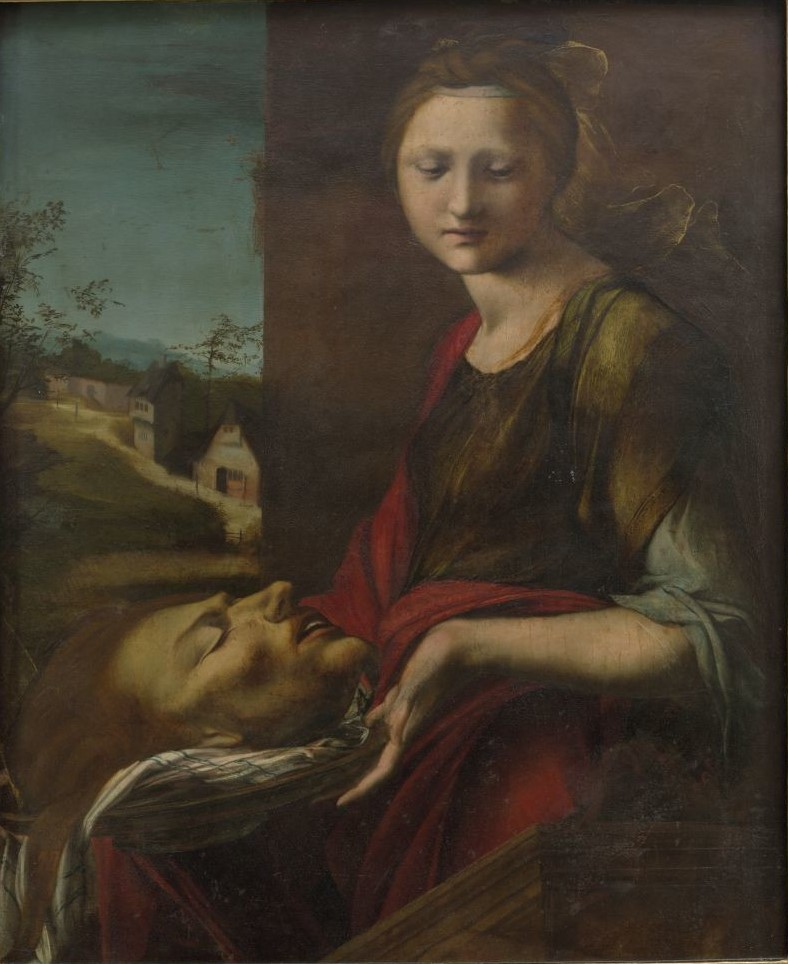
アロンソ・ベルゲーテ『サロメ』、1512年-16年。

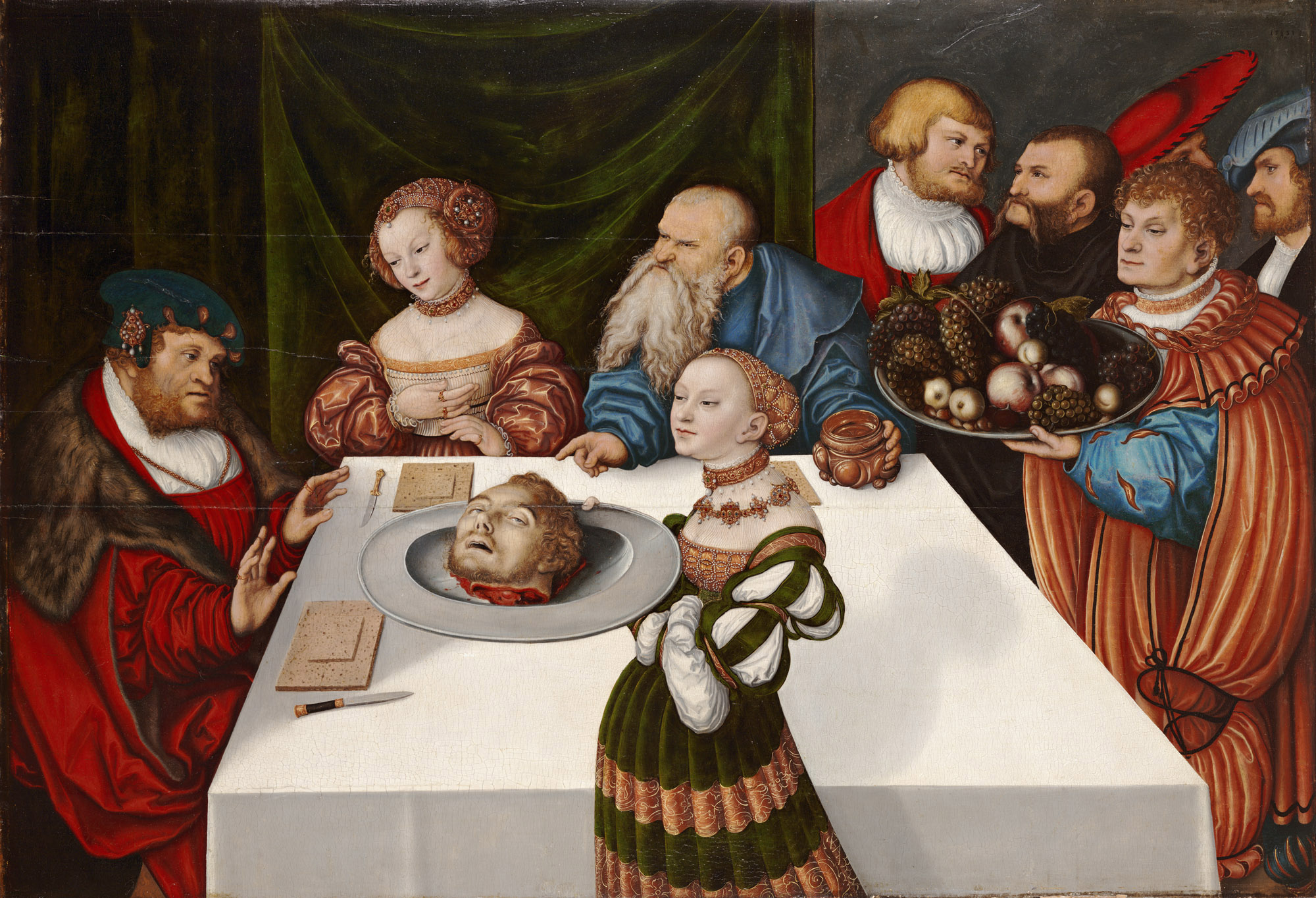
ルーカス・クラナッハ『サロメ』、1531年。

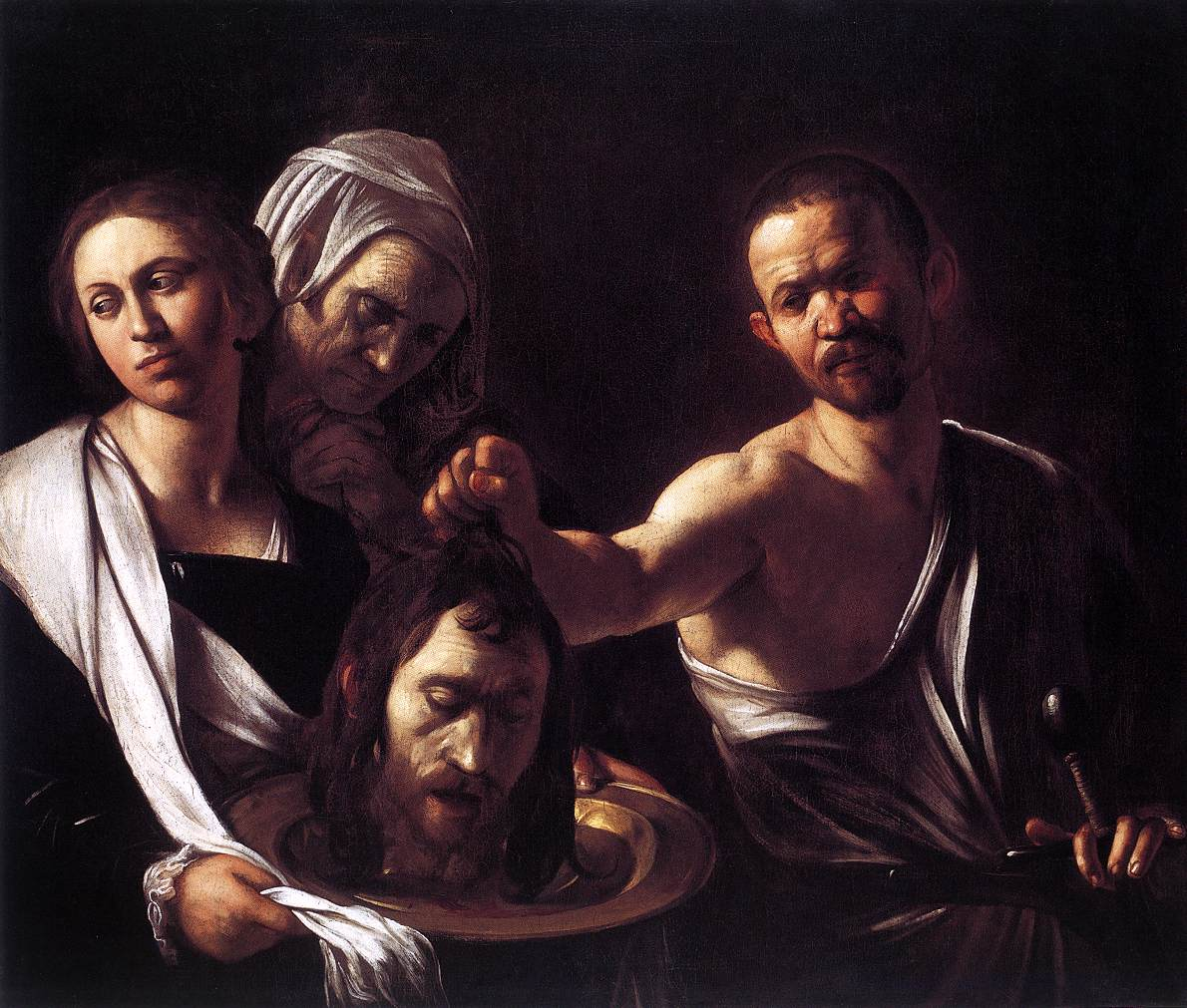
カラヴァッジオ『洗礼者の首を持つサロメ』、1605年。

カルロ・ドルチ『ヨハネの首を持つサロメ』、17世紀。

洗礼者ヨハネの刑死はイエスの生涯の物語で重要な場面であるため、西洋絵画では古くからそれに関する絵画が描かれてきた。特にルネサンス期からバロック期にかけて、イタリアやオランダなどの画家たちによって、きわめて多くの作品のモティーフとされた。
なお男性の首をもつ女性のモティーフにはユディトがあるが、ユディトがしばしば剣をさげかつ首はそのまま持たれるのに対して、サロメは剣を持たずヨハネの首は皿に載せられて描かれるので注意が必要である。
以下、主なものを年代順に列挙する。

#### 13世紀まで
- 『ヘロデ王の饗宴』、作者不詳〔ダウラーデ修道院〕、1100年頃
- 『洗礼者ヨハネの死』、ギラベルトゥス（Gilabertus）、〔聖エティエンヌ大聖堂〕、1120-1140年

#### 14世紀
- 『ヘロデ王の饗宴』、ジョット・ディ・ボンドーネ、1320年
- 『洗礼者の埋葬』、アンドレア・ピサーノ、1330年
- 『福音書記者聖ヨハネとその生涯の物語』、 ジョヴァンニ・デル・ビオンド、1360-70年
- 『ヘロデ王の饗宴』、スピネロ・アレティーノ、1385年
- 『ヘロデ王の宴会』、ロレンツォ・モナコ、1400年頃

#### 15世紀
- 『洗礼者ヨハネの斬首』、マサッチオ、1426年
- 『ヘロデ王の宴会』、ドナテッロ、1427年
- 『ヘロデ王の宴会』、マソリーノ・ダ・パニカーレ、1435年
- 『ヘロデ王の宴会』、フラ・フィリッポ・リッピ、1452-65年
- 『ヘロデ王に渡される洗礼者ヨハネの首』、ジョヴァンニ・ディ・パオロ、 1454年
- 『ヘロデ王の饗宴と洗礼者ヨハネの斬首』、ベノッツォ・ゴッツォリ、1461-62年
- 『洗礼者の首』、ジョヴァンニ・ベリーニ、1464-68年
- 『洗礼者聖ヨハネの斬首』、リーフェン・ファン・ラテム、1469年
- 『ヘロデ王の饗宴』、ノーフォークのハイドン、1470年頃
- 『聖ヨハネ』（祭壇用の作品）、ハンス・メムリンク、1474-79年
- 『洗礼者ヨハネの斬首』、アンドレア・デル・ヴェロッキオ、1477-80年
- 『洗礼者聖ヨハネの首を持つサロメ』、サンドロ・ボッティチェッリ、1488年
- 『洗礼者ヨハネの首を持つサロメ』、コルネリス・エンゲブレフツゾーン、1490年頃

#### 16世紀
- 『洗礼者聖ヨハネの首と、悲しむ天使・プット達』、ヤン・モスタールト、16世紀初頭
- 『聖ヨハネ』（祭壇用の作品、祭壇左側）、クエンティン・マサイス、1507-08年
- 『洗礼者の斬首』、アルブレヒト・デューラー、1510年
- 『ヘロディアの娘』、セバスティアーノ・デル・ピオンボ、1510年
- 『サロメ』、ルーカス・クラナッハ、1510年頃
- 『サロメ』、ティルマン・リーメンシュナイダー、1500-1510年
- 『サロメ』、チェーザレ・ダ・セスト、1510-20年
- 『サロメ』、ジアンペトリーノ、1510-30年頃
- 『ヘロデ王に渡される洗礼者聖ヨハネの首』、アルブレヒト・デューラー、1511年
- 『サロメ』、アロンソ・ベルゲーテ（スペイン）、1512年-1516年
- 『洗礼者ヨハネの首を持つサロメ』、ティツィアーノ、1515年頃
- 『洗礼者ヨハネの首』、ハンス・バルドゥング・グリーン（ドイツ）、1516年
- 『洗礼者ヨハネの首を持つサロメ』、ヤーコブ・コルネリスゾーン・ファン・オーストザーネン（オランダ）
- 『ヘロディア』、ベルナルディーノ・ルイーニ（イタリア）、1527-31年
- 『洗礼者聖ヨハネの首を持つサロメ』、ティツィアーノ 、1530年頃
- 『サロメ』、ルーカス・クラナッハ（父）、1530年
- 『洗礼者ヨハネの斬首』、ヴィンチェンツォ・ダンティ（イタリア）、1569-70年

#### 17世紀
- 『洗礼者の首を持つサロメ』、カラヴァッジオ、1605年
- 『洗礼者の斬首』、カラヴァッジオ、1605年
- 『サロメ』、バッティステッロ・カラッチョロ、1615-20年
- 『ヘロデ王の饗宴』、フランス・フランケン2世、1620年頃
- 『洗礼者聖ヨハネの首を持つヘロディア』、フランチェスコ・デル・カイロ、1625-30年頃
- 『洗礼者ヨハネの斬首』、マテウス・メーリアン、1625-30年
- 『聖ヨハネの斬首刑』、作者未詳（英国）、17世紀
- 『ヘロデ王の前で踊るサロメ』、ヤーコブ・ホーゲルス、1630-55年頃
- 『洗礼者聖ヨハネの首を受け取るサロメ』、レオナールト・ブラーメル（オランダ）、1630年代
- 『洗礼者聖ヨハネの斬首』、マッシモ・スタンツィオーネ（イタリア）、1634年頃
- 『洗礼者ヨハネの首を持つサロメ』、グイド・レーニ、1639-40年
- 『洗礼者ヨハネの斬首』、レンブラント、1640年
- 『洗礼者ヨハネの斬首』、ロンバウト・ファン・トロイェン、1650年代
- 『ヘロデ王を非難する聖ヨハネ』、マッティア・プレーティ（イタリア）、1662-66年
- 『ヘロデ王の前の洗礼者聖ヨハネ』、マッティア・プレーティ（イタリア）、1665年
- 『ヨハネの首を持つサロメ』、カルロ・ドルチ、17世紀
- 『聖ヨハネの斬首刑』、作者不詳（英国画派）、17世紀

しかし、17世紀後半からの「科学革命の時代」あるいは「啓蒙の時代」には、画家たちの関心はこのモティーフから急速に離れてゆき、この傾向は、その後およそ200年にわたって続くことになる。

### 19世紀後半以降
19世紀後半から20世紀初頭のいわゆる「世紀末芸術」の中で、サロメは各分野の素材として、再び大きな関心を呼ぶことになる。

#### 絵画

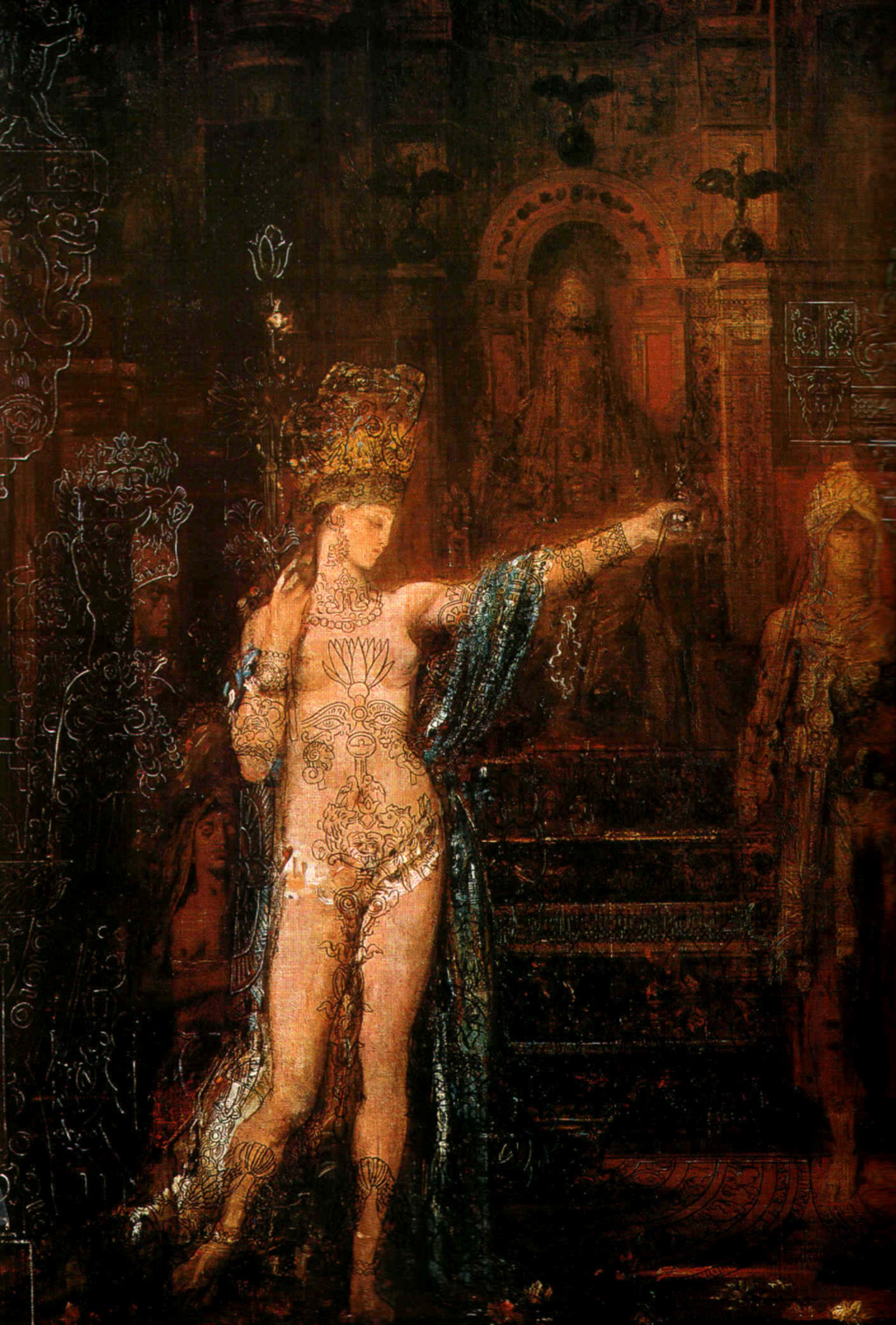
G.モロー「サロメ」、1876年。

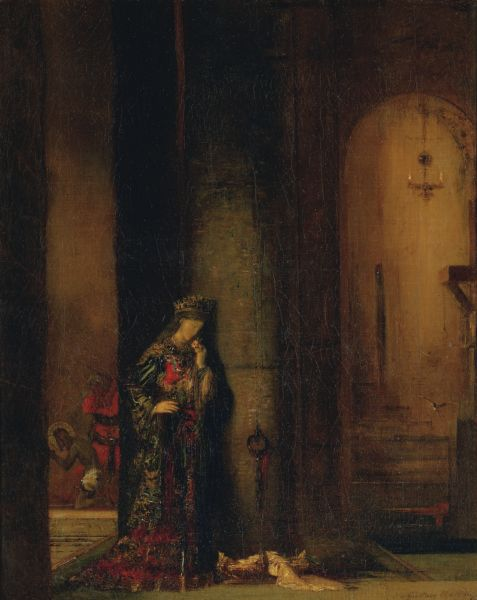
G.モロー「牢獄のサロメ」、1873-76年。国立西洋美術館（東京）所蔵。

絵画作品としては、以下のようなものがある。19世紀に入ると聖書や神話に題材をとる作品は再び増加するが、とりわけギュスターヴ・モロー（後述）の一連の作品は著名である。
- 『洗礼者ヨハネの首』、ユリウス・シュノル・フォン・カロルスフェルト（ドイツ）、1851-60年
- 『洗礼者ヨハネの首を受け取るヘロディアの娘』、ギュスターヴ・ドレ、1865年
- 『洗礼者ヨハネの首』、ジャン＝バティスト・シャティニー、1869年
- 『洗礼者ヨハネの斬首』、ピエール・ピュヴィス・ド・シャヴァンヌ、1869年頃
- 『サロメ』、アンリ・ルニョー（フランス）、1870年
- ギュスターヴ・モロー
モネ、ドガ、ルノワール、セザンヌなど印象派の画家たちと同時代に活躍し、象徴主義絵画の先駆者といわれるG.モローの幻想的な作品は同時代の芸術家たちに多大な影響を与えた。
  - 『ヘロデ王の前で踊るサロメ』、1874-76年
  - 『出現』、1874-76年
  - 『牢獄のサロメ』、1873-76年頃
  - 『サロメ』、1876年
- ジェームズ・ティソ：
  - 『踊るヘロディアの娘』
  - 『ヘロデ王』
  - 『皿の上の洗礼者ヨヘネの首』
- 『サロメ』、リュシアン・レヴィ＝デュルメル、1896年
- 『サロメ』、フランツ・フォン・シュトゥック、1906年

#### 小説
『エロディア』
ギュスターヴ・フロベール作の短編小説。1877年出版『三つの物語』の一つである。洗礼者ヨハネの死は彼の影響力を恐れたヘロディアによるものと描写されている。

#### オペラ

##### ジュール・マスネ作品
ジュール・マスネが上記のフロベール作の小説を元に、1881年に作曲したオペラ。台本は、ポール・ミレー、グレモン、ザマディーニの共作である。

### ワイルドによる戯曲化

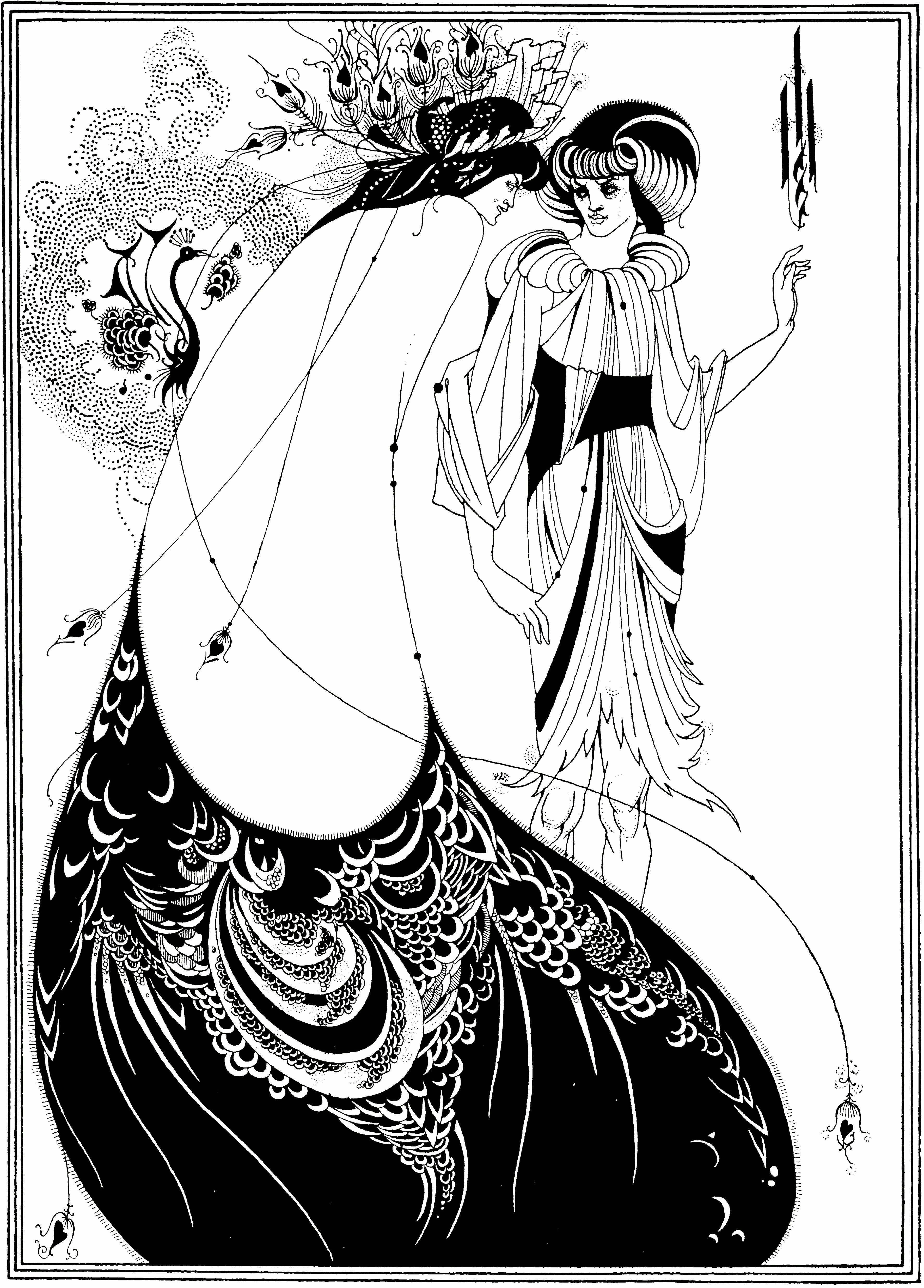
「孔雀スカート」。オスカー・ワイルドの戯曲『サロメ』のオーブリー・ビアズリーによるイラストレーション(1892)。

こうした傾向を一段と顕著にさせたのが、オスカー・ワイルドによる戯曲『サロメ』（1893年）である。これはフランス語で執筆され、1896年にパリで初演された。
1894年出版の英語版は、アルフレッド・ブルース・ダグラスの翻訳とされ、オーブリー・ビアズリーの挿絵が添えられている。
「サロメ」を全体の主人公として前面に出し、洗礼者ヨハネに強く魅せられたサロメがその誘惑を拒絶するヨハネに対して、ヘロデの要望で「7つのヴェールの踊り」を舞った代償としてヨハネの首を求める。最終場面では、その首にサロメが口づけする衝撃的場面があり、その上演はスキャンダルとなった。
一晩の演目としてはいささか短すぎる作品ではあるが、現在でも日本を含む各国で上演されている。

### ワイルド以後
ワイルドの戯曲化と20世紀における映画などの新しい分野の開拓で、サロメはいろいろな芸術作品で素材として扱われるようになった。主なものを以下に挙げる。詳細についてはそれぞれの項目を参照のこと。

#### 文学

##### 小説
Skinny Legs and All
現代的な少女「サロメ」が実質的な主人公である、いささか奇人とも言われるアメリカの作家トム・ロビンスの第五作となる小説（1990年）。その主な筋は、マンハッタンにある国連の建物の向かいに、ユダヤ人とアラブ人の二人がレストランを開くというもの。セクシャルな魅力を持つサロメがレストラン内のクラブで踊ることになる。
『サロメの乳母の話』
塩野七生の短編小説。サロメを幼児期から見てきた乳母が「事件」の後にサロメについて語る。同様な趣向の短編作品集『サロメの乳母の話』に収録
『サロメ』
原田マハによる長編小説、文藝春秋、2017年／文春文庫、2020年。

##### 詩
- 『サロメ』、イギリスの現代詩人キャロル・アン・デュフィの詩集『世界の妻』（1999年）に収載。聖書の物語の現代化作品。
- 『イムラム』、イギリスの現代詩人ポール・マルドゥーンの叙事詩（1980年）で、サロメを語っている。

#### オペラ

##### リヒャルト・シュトラウス作品
リヒャルト・シュトラウスが、ワイルドの戯曲のヘドヴィッヒ・ラハマンによるドイツ語訳をほぼそのまま台本にして、一幕のオペラを作曲した。1905年にドレスデンで行われた初演は大成功し、シュトラウスはこの作品でオペラにおいても高く評価されることになった。
現在でも、『ばらの騎士』と並ぶ人気作で各地で上演されており、ドイツ語圏の主要な歌劇場では多くがレパートリーにしている。

#### バレエ音楽
ワイルドが導入した「7枚のヴェールの踊り」と、上記のシュトラウスによるオペラの成功を受けてバレエ作品化が行われている。主なものを以下に示す。

##### フローラン・シュミット作品
マスネの弟子であったフローラン・シュミットが『サロメの悲劇』というバレエ音楽を1907年に作曲している。この作品は1時間ほどの作品で20人ほどの小規模なオーケストラ向けのものである。
シュミットは後にこの作品を素に、30分ほどの同題の交響詩を作曲した。この交響詩は現在も頻繁に演奏され、多数のレコード・CD録音がある。

##### 伊福部昭作品
舞踊音楽『サロメ』は1948年に伊福部昭が貝谷バレエ団創立10周年記念として作曲したバレエ作品であり1987年に演奏会用の曲として手が加えられた。

##### ペーター・ディヴィーズ作品
『サロメ』はオランダの振付師フレミング・フリント（Flemming Flindt）が企画したバレエ作品。作曲はペーター・ディヴィーズ（Peter Maxwell Davies）で、1978年にコペンハーゲンで初演された。この公演はオランダ国営放送が収録して、テレビ放映されている。

#### ポピュラー音楽等
- No Matter How You Slice It, It's Still Salome は、ミュージカル『DuBarry was a Lady』の映画版（1943年）で追加された曲。ロジャー・イーデンスが作り、ヴァージニア・オブライエンが歌っている。
- サロメ は、チェコのシンガー・ソングライターカーレル・クリール（Karel Kryl）の作品。
- サロメ は、イギリスのロックバンドハウス・オブ・ラヴの作品で、彼らのデビュー・アルバム『The House of Love』（1988年）に収録されている。
- サロメ (Zooromancer edit) は、U2の作品。作詞：ボノ、作曲：U2。CDシングル 『Who's gonna ride your wild horses』（1992年）に収録されている。8分を超える大作。
- サロメ は、アメリカのカントリー・ソンググループOld 97'sの作品で、アルバム 『Too Far to Care 』（1997年）に収録され、映画『The Break Up』（2006年）でライヴ演奏が行われている。
- サロメ は、アメリカの音楽家・作曲家・女優であるリリー・ハイドンの作品。彼女のデビューアルバム『リリー』（1997年）に収録。
- サロメ は、映画『The Governess』（1998年）のオリジナル・サウンドトラック盤に収められている曲。エドワード・シェアムール（Edward Shearmur）作曲作品。
- サロメ-7枚目のヴェール は、ドイツのグループキサンドリア（Xandria）のアルバム（2007年）。サロメと題する曲を収録。

また、歌詞に「サロメ」が登場する曲には次のようなものがある。
- Vigilantes of Love：1990年代に活動したアメリカのロック・グループ
  - "Welcome to Struggleville" この曲名をタイトルにするアルバム（1994年）に収められている
  - "Locust Years" アルバム『Slow Dark Train』（1997年）に収められている
- ゲイリー・ジュールス：アメリカのシンガー・ソングライター
  - "Pills" この曲は彼のアルバム『Trading snakeoil for wolftickets』（2002年）に収められ、映画『Catch and Release』のサウンドトラック盤（2007年）にも収められている。

#### 映画
映画が発明されると、サロメは格好の題材とされた。多くはワイルドの戯曲を元にしているが、関連作品は現在までに50作品以上になる。
主なものを以下に列挙する。
- 『サロメ (1910年の映画)』
- 『サロメ (1918年の映画)』
 セダ・バラ主演。この作品は「原作：フラウィウス・ヨセフス」としている。
- 『サロメ (1923年の映画)』
 アラ・ナジモヴァ主演
- 『サンセット大通り』
 ビリー・ワイルダー監督作品（1950年）。筋とは無関係だが、主人公ノーマ・デズモンドが女優復帰用に自ら執筆した脚本が「サロメ」の改作ものである。
- 『サロメ (1953年の映画)』
 邦題は『情炎の女サロメ』、リタ・ヘイワース主演
- 『ブレードランナー』（1982年）
レプリカントのゾラが、タフィー・ルイスのクラブで踊り子をしている時の名前が「サロメ」。
デッカードに見つかった彼女は、彼のネクタイで首を絞めて殺そうとする。
- 『サロメの季節』 は、クリストファー・フランク監督による映画（1984年）。ワイルド作品をもとに、南フランスのコート・ダジュールで18歳の少女が男を翻弄するひと夏を描いたもの。
- 『サロメ (ケン・ラッセル作品)』
 ケン・ラッセル監督（1988年）、原題は"Salome's Last Dance"。ワイルドやアルフレッド・ダグラス等が登場し、映画内で「サロメ劇」を上演する。
- 『サロメ (2002年の映画)』
 カルロス・サウラ監督作品。フラメンコダンスを使っている

#### アニメーション作品
- 『低地のサロメ』
 クリスティアン・ツァグラー作の短編。シュトラウスによるオペラの音楽を使用している。

#### コミック作品
- 『砂漠の女王』
 星野之宣作の短編シリーズ「妖女伝説」の一編。クレオパトラが転生した人物として描かれている。